# Stazione di Schiphol
La stazione di Schiphol è la stazione ferroviaria a servizio dell'Aeroporto di Amsterdam-Schiphol, nel comune di Haarlemmermeer, Paesi Bassi.